# Patch panel

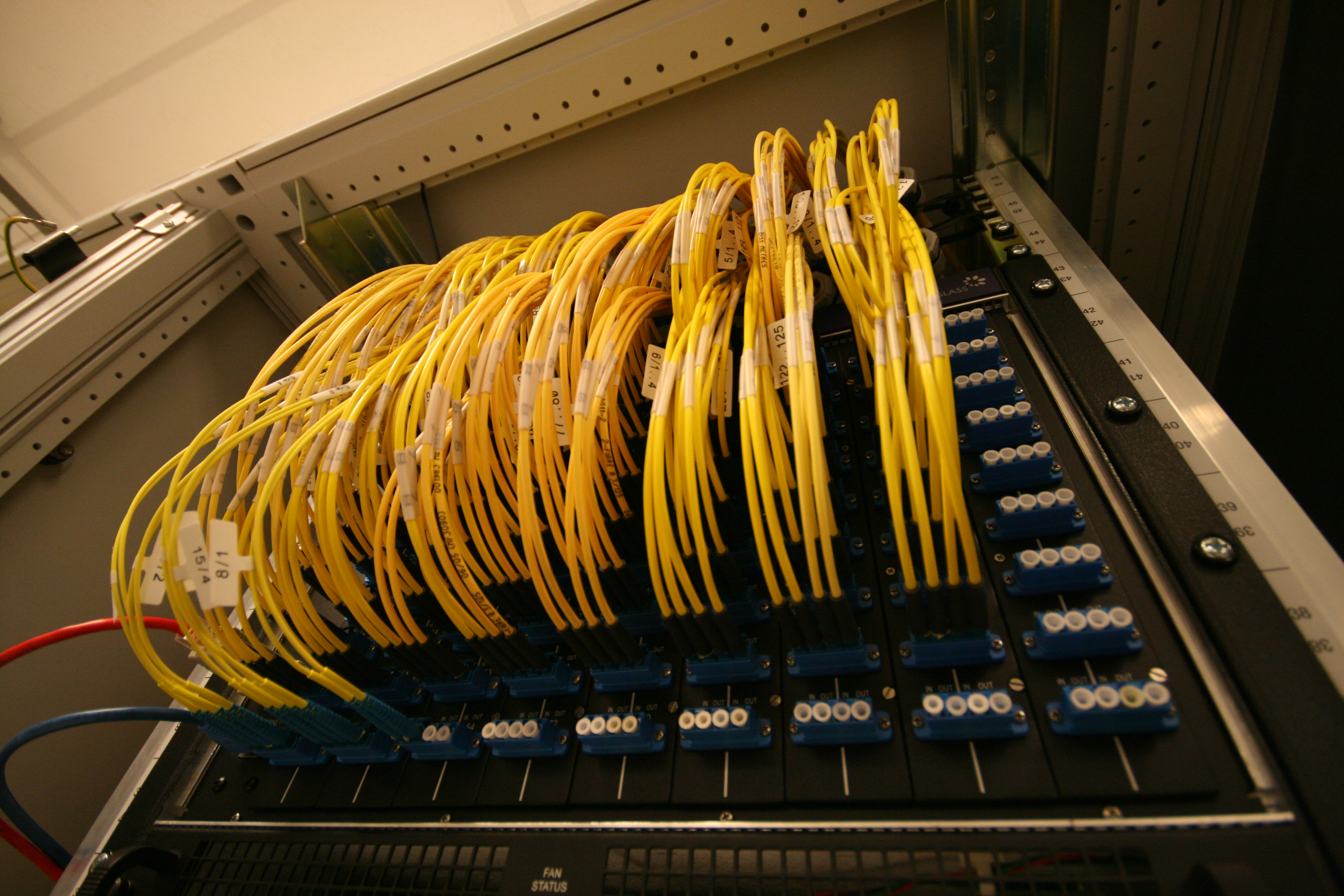
Un patch panel cu cabluri atașate, într-un rack

Un patch panel (expresie engleză cu pronunția /pætʃ 'pæ.nl/ ) este un tip de panou de conexiuni pentru cabluri, care este de obicei montat într-un dulap special standardizat („rack”). Partea frontală este dotată cu prize la care pot fi conectate diverse cabluri, iar partea din spate găzduiește legături la cabluri lungi și permanente. Panoul patch panel face parte din componentele pasive ale unei rețele de date (nu conține circuite electronice, active).
Exemplu: un cablu pornește de la priza biroului utilizatorului final, urmărește structura cablării orizontale și se leagă la partea din spate a panoului patch panel. În acest caz, la priza frontală corespunzătoare pot fi realizate conexiuni la un comutator de rețea, la un ruter sau și la alte echipamente, întrebuințând cabluri de obicei scurte („patch cables”), în diverse moduri și scopuri.
Panourile permit operatorilor să modifice rapid (dar manual) calea anumitor semnale, fără costurile ridicate ale echipamentelor de comutare. Acest sistem a fost utilizat pentru prima oară de companiile telefonice la centralele telefonice, în care seriile de panouri patch panel erau omniprezente în camere pline de cabluri și operatori ocupați cu deservirea lor.
Panourile de tip patch panel sunt utilizate nu numai în rețelele de telefonie și de date, ci și în aplicațiile audio și video. Ele au diverse tipuri de conectori, iar uneori tipul de conector frontal poate fi diferit de cel din spate (în acest caz panoul este și breakout box). De exemplu, un conector DB25 utilizat pentru semnal audio pe 8 canale (linie balansată) poate fi împărțit frontal în opt conectori XLR sau TRS.